# جيمس كاربنتر (مبارز بالسيف)
جيمس كاربنتر (بالإنجليزية: James Carpenter) هو مبارز بالسيف أمريكي، ولد في 14 أبريل 1962 في كانتون في الولايات المتحدة.

## وصلات خارجية
- جيمس كاربنتر على موقع أوليمبيديا (الإنجليزية)